# Moritz Schmidt-Metzler
Moritz Schmidt-Metzler (* 15. März 1838 in Frankfurt am Main; † 9. Dezember 1907 ebenda) war ein Mediziner und als Vorsitzender der Administration der Dr. Senckenbergischen Stiftung Wegbereiter der Frankfurter Johann Wolfgang Goethe-Universität.

## Leben
Er stammte aus einer Frankfurter Kaufmannsfamilie. Sein Vater Adolf Schmidt-Heyder (1806–1889) war jedoch Arzt und Mitbegründer der Frankfurter Armenklinik. Seine jüngere Schwester Pauline war das Vorbild für das „Paulinchen“ im Struwwelpeter des mit der Familie befreundeten Arztes Heinrich Hoffmann.
Schmidt-Metzler absolvierte in Göttingen ein Medizinstudium, promovierte dort 1860 und spezialisierte sich auf Laryngologie. Ab 1862 praktizierte er in Frankfurt am Main. Als Spezialist für Kehlkopferkrankungen war er über Frankfurt hinaus bekannt. So behandelte er 1888 den an Kehlkopfkrebs erkrankten deutschen Kronprinzen und späteren Kaiser Friedrich III sowie 1903 Kaiser Wilhelm II.
Er heiratete 1863 Mathilde Metzler (1840–1932), eine Schwester des Bankiers und Stadtrats Albert von Metzler (1839-1918) und änderte seinen Namen in Schmidt-Metzler. Er lebte mit seiner Frau von 1889 bis zu seinem Tod in der Villa Metzler, die heute Teil des Museums für Angewandte Kunst ist.

## Leistungen
Schmidt-Metzler war von 1870 bis zu seinem Tod 1907 Mitglied der Senckenbergischen Naturforschenden Gesellschaft. Seit 1868 war er Mitglied der Administration der Dr. Senckenbergischen Stiftung, von 1883 bis 1907 war er deren Vorsitzender. In dieser Position forcierte er zusammen mit dem Frankfurter Oberbürgermeister Franz Adickes die räumliche Konzentration derjenigen wissenschaftlichen Einrichtungen, die zur Keimzelle der naturwissenschaftlichen Fakultät der Johann Wolfgang Goethe-Universität wurden und leistete damit wesentliche Vorarbeit für die Gründung der Universität im Jahr 1914.
Darüber hinaus engagierte er sich in zahlreichen Frankfurter Vereinen, Institutionen und Kirchengemeinden. Er war erster Vorsitzender der Evangelisch-Lutherischen Kirche in Frankfurt am Main. In seiner Amtszeit fand die Neuordnung des Frankfurter Kirchenwesens statt, durch die sechs neue Einzelgemeinden und synodale Gremien geschaffen wurden. Er verpflichtete 1906 den Pfarrer Wilhelm Busch für die Gemeinde der noch nicht errichteten Lukaskirche, deren Bau von 1912 bis 1913 er nicht mehr erlebte.

## Auszeichnungen und Ehrungen
Moritz Schmidt-Metzler erhielt für seine medizinischen Verdienste und sein ehrenamtliches Engagement zahlreiche Auszeichnungen:
- 1888: Sanitätsrat
- 1892 Geheimer Sanitätsrat
- 1899 Geheimer Medizinalrat und Ehrenmitglied des Königlichen Instituts für Experimentelle Therapie
- 1903 Wirklicher Geheimer Rat
- 1904 Außerordentliches Ehrenmitglied der Senckenbergischen Naturforschenden Gesellschaft
- 1905 Dr. theol. h. c. der Universität Marburg
- 1907 Ehrenmitglied der Deutschen Gesellschaft für Innere Medizin

Er war Träger des Preußischen Roten Adlerordens sowie des Kronenordens 2. Klasse mit Stern.